# Alfredo Mendoza
Alfredo Damián Mendoza Sulewski (Assunção, 12 de dezembro de 1963) é um ex-futebolista profissional paraguaio, que atuava como atacante.

## Carreira
Alfredo Mendoza fez parte do elenco da Seleção Paraguaia de Futebol da Copa do Mundo de 1986 